# Melocactus paucispinus
Melocactus paucispinus är en kaktusväxtart som beskrevs av G. Heimen och R.J. Paul. Melocactus paucispinus ingår i släktet Melocactus och familjen kaktusväxter. Inga underarter finns listade i Catalogue of Life.

## Bildgalleri

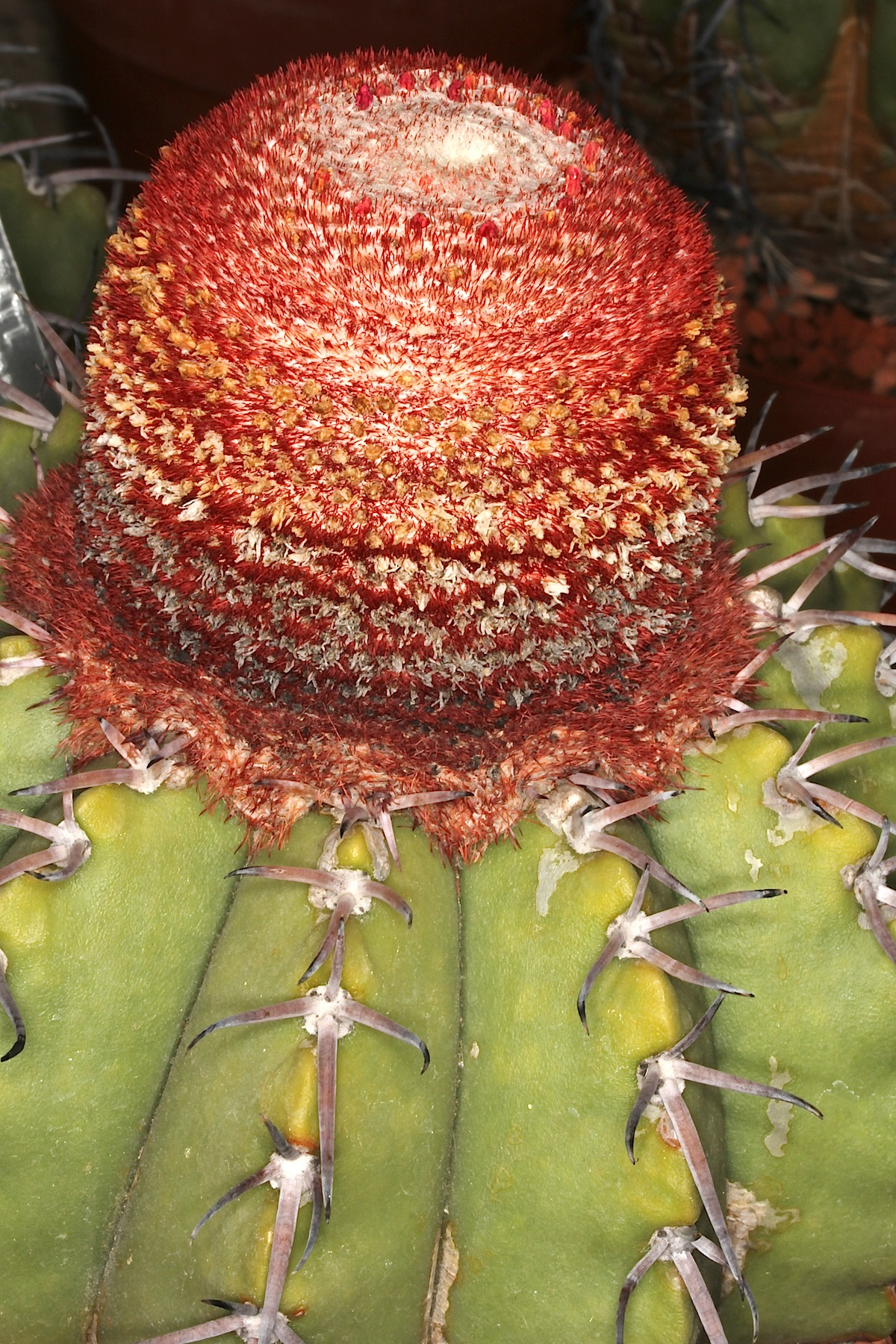